# برنامه‌نویسی ادیبانه

نمونه کد

برنامه‌نویسیِ ادیبانه (به انگلیسی: Literate programming) چگونگی نگارش یک برنامهٔ رایانه‌ای است، به‌طوری‌که صورت و شمایل آن برنامه به‌شکل اسناد و متونی باشد که برای خواندن غیررسمی و غیرفنی توسط انسان (مانند خواندن متون ادبی)، مناسب باشد.

این مفهوم برای اولین بار توسط دونالد کنوت، دانشمند علوم رایانه و استاد افتخاری دانشگاه استنفورد، در سال ۱۹۸۱ مطرح شده‌است.
در این روش، متن برنامه و توضیحات به‌همراه هم در یک فایلِ مبدأ ذخیره می‌شوند. متن اصلی برنامه و توضیحات را می‌توان به‌طور کامل به‌وسیلهٔ برنامه‌های کاربردیِ خاص استخراج کرد.